# Miguel Ferrando Rocher
Miguel Ferrando Rocher ( Alcoy, 13 de septiembre de 1985 ), es un director de escena, dramaturgo, profesor e ingeniero valenciano .

## Biografía

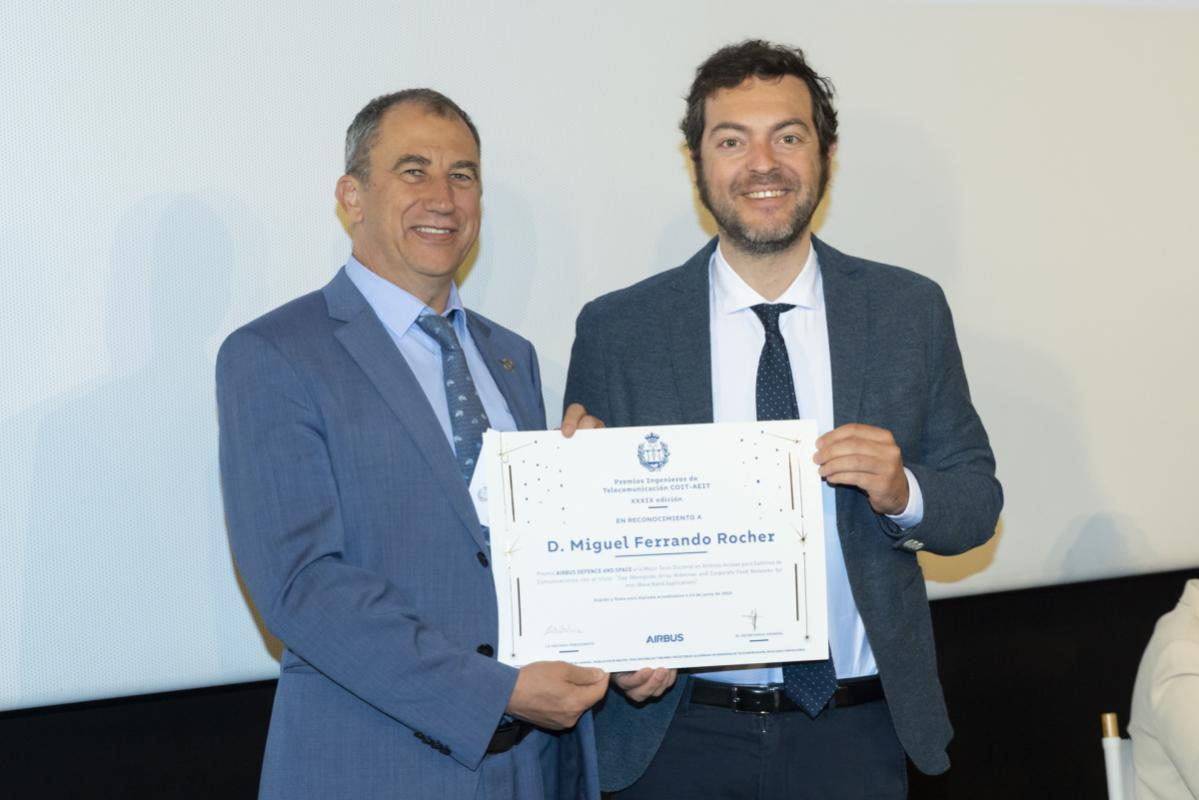
Miguel Ferrando Rocher recibiendo el prestigioso premio AIRBUS Defence and Space a la mejor tesis doctoral en telecomunicaciones.

Es un ingeniero de telecomunicaciones y profesor universitario español. Obtuvo el título de doctor en Ingeniería de Telecomunicaciones por la Universitat Politècnica de Valencia, siendo actualmente Profesor Titular de Teoría de la Señal y Comunicaciones en la Escuela Politécnica Superior de Gandía. 
Además, es licenciado en artes escénicas por la Escuela Superior de Arte Dramático de Valencia, especializado en dirección de escena y dramaturgia. Su trabajo final de carrera fue tutorizado por el dramaturgo Carles Alberola y contó con la participación de la actriz Paula Usero. 
En 2013, creó la compañía escénica Groc Teatre, de la cual es actualmente director artístico. Su repertorio se caracteriza por propuestas dramáticas inspiradas en acontecimientos reales, que constituyen el núcleo temático de sus creaciones. 

## Obras teatrales destacadas
- Genovese [4] (2017), Premio MAX de Teatro 2019
- Tourmalet (2018), Premio Escènia Foios 2019
- Aurea (2019), Graneros de Creación del Ayuntamiento de Valencia (2019) [5] [6]
- El Inocente (2021)

## Premios

### Teatro
- Premio nacional de teatro : Max 2019 por GENOVESE [7]
- Premio Escènia Foios [8] a la mejor obra (2019) por TOURMALET

### Ingeniería
- Premio URSI 2017. Al mejor joven investigador de España [9] [10]
- Premio AIRBUS Defence and Space [11]
- Premio Extraordinario de Tesis Doctorales de la Universidad Politécnica de Valencia.
- Embajador mundial del programa de jóvenes profesionales del IEEE [12]